# 和泉學人
和泉 學人（いずみ まなと　1990年1月6日 - ）は、日本の俳優。殺陣師。
埼玉県春日部市出身。

## 略歴
「Dr.コトー診療所」の吉岡秀隆に憧れ俳優を志す。
14歳からアクションを始め(きっかけは２歳のときから「暴れん坊将軍」が好き過ぎて)，学生時代からアクションスタントやスーツアクターとして多数の映画やドラマに出演。現在まで，舞台を中心に俳優として活動している。
また，Action Room ZuDASH（2023年９月より「Chapter⚡︎ZERO」に改名）の主宰として，アクション教室や撮影会を開催。幼児からプロの俳優まで幅広い世代の指導にあたっている。
2013年～2015年　劇団「怪傑パンダース」所属
2014年4月「メサイア 銅ノ章」よりアクションコーディネーター，殺陣師としても本格的に活動を開始
2020年7月より　テアトルアカデミー演技・アクション講師として多くのクラスを担当
2020年8月より　YouTubeチャンネル「うたスタ」「おどりっぴぃチャンネル」のお兄さんとして活動
2022年11月　おどりっぴぃチャンネルにて銀の再生ボタン受賞（登録者10万人突破）

## 人物
- ドラえもんが大好きで「ドラえもん俳優」としても親しまれており，実家の一室はドラえもんグッズ部屋となっている。
- 居酒屋を営む料理人の両親の元に生まれる。店の名物はとんかつ。
- 三人兄弟の末っ子（警察官の兄・薬剤師の姉がいる）
- 子ども頃の夢は漫画家で，現在もちびキャラの似顔絵を描くのが得意。
- そばアレルギー。顔合わせの自己紹介では「そばを食べないでください。」とお願いするのが通例になっている。
- 得意料理はカレーとガパオライス。主催するイベントでは、料理やカクテルを自ら振る舞う。
- カラオケの十八番は、福山雅治「虹」
- 中学時代　サッカー部キャプテン
- 埼玉県立庄和高校　演劇部部長（高校演劇祭全国大会出場経験あり）
- 聖学院大学人間福祉学部人間福祉学科卒
- 大学卒業後は，保育園で働きながら俳優として活動していた時期がある。
- 資格：児童指導員資格，認定心理士，普通自動車免許
- 愛称：まーくん／まーくんせんせい
- 趣味：映画鑑賞，アニメ鑑賞，ダーツ
- 特技：ボディアクション，殺陣，防衛術，料理，イラスト

## 出演

### 舞台
- 「メサイア 銅ノ章」（2013年04月10日 - 14日、シアターサンモール）
- タンバリンプロデューサーズ×LIVEDOGプロデュース公演「愛しのダンスマスター」（2014年2月26日 - 3月2日、新宿村LIVE）生徒会長笹井 役
- 舞台 のぶニャがの野望（2013年10月2日 - 6日、六行会ホール）ニャぎゅう兵庫助 役
- 「天満月のネコ」（2014年5月9日 - 18日、笹塚ファクトリー）
- 「透明少女」（2014年6月25日 - 29日、新宿村LIVE）
- 人猫「このニャかに人猫（じんびょう）がいるニャ」～「のぶニャがの野望」トライアル公演～ （2014年9月10日 - 15日、Geki地下リバティ）[6]
- 「キミに逢いたくて」（2014年10月8日 - 13日、新宿村LIVE）
- LIVEオトメステージVol.2「擬人カレシ～けもみみ大作戦!?～」（2014年12月10日 - 14日、新宿村LIVE）タイガ 役[7]
- 「ユメオイビトの航海日誌」（2015年2月11日 - 15日、シアターサンモール）
- 「七夕ジャンクション」（2015年7月8日 - 12日、博品館劇場）[8]
- 「仮面ティーチャーsilver mask」（2015年9月16日 - 18日、梅田芸術劇場 シアタードラマシティ / 9月30日 - 10月4日、Zeppブルーシアター六本木）キヨシ 役[9]
- X-QUEST「義経ギャラクシー」（2015年11月18日 - 29日、王子小劇場）藤原泰衡 役
- 「CHaCK-UPーEpisode.0ー」（2015年12月16日 - 20日、紀伊國屋サザンシアター / 12月26日・27日、神戸朝日ホール）準惑星ハウメア人☆サティ 役
- 「のぶニャがの野望 幸村と五輪の剣」（2016年2月3日 - 7日、全労済ホール/スペース・ゼロ）ミィよし長慶 役[10]
- 「舞台 のぶニャがの野望 番外公演　ねこ軍議〜飼い猫はどいつニャ？〜 」（2016年3月1日 - 6日、笹塚ファクトリー）支倉つねニャが 役
- 爆走おとな小学生「勇者セイヤンの物語(真)」（2016年3月24日 - 27日、新宿村LIVE）
- 「アンプラネット」（2016年4月30日 - 5月8日、紀伊國屋サザンシアター）準惑星ハウメア人☆サティ 役
- 「青の祓魔師 京都紅蓮篇」（2016年8月5日 - 24日、Zeppブルーシアター六本木）
- 「E.T.L extra ～Volume上げてRising★ハイ!スペーストリップに出発だ!～」（2016年10月1日 - 30日、DMM VR THEATER）準惑星ハウメア人☆サティ 役
- 「サムライモード」（2016年9月24日 - 27日、サンシャイン劇場 / 10月1日・2日、新神戸オリエンタル劇場）
- 爆走おとな小学生「初等教育ロイヤル」（2016年11月23日 - 27日、新宿村LIVE）
- 「それいけ！半熟英雄！」（2017年12月13日 - 17日、ザムザ阿佐ヶ谷）
- 「INFINITY～幕末妖刀異譚～」（2018年3月14日 - 17日、浅草六区ゆめまち劇場）土方歳三 役
- SPIRAL SQUAD「MURDER」（2018年5月24日 - 27日、新宿スターフィールド）
- 「BEGINNING～戦国到来奇譚～」（2018年6月20日 - 24日、浅草六区ゆめまち劇場）浅井長政 役
- 少年Komplex「ANIMAL WONDER WORLD」[11]（2018年7月12日 - 16日、ラゾーナ川崎プラザソル）マガル 役
- 縁ろず屋「ないものねだり」（2018年9月13日 - 17日、新宿スターフィールド）丑 役
- 「INFINITY～幕末妖刀異譚～」（2018年9月26日 - 29日、浅草六区ゆめまち劇場）土方歳三 役
- 「NORN9 ノルン+ノネット」（2018年10月17日 - 21日、草月ホール）[12]
- 「ＵＲＩ～雨降ればカッパが笑う～」（2018年12月20日 - 23日、明石スタジオ）タイキ 役
- ZERO BEAT.「あ！デンジャーズ！？」（2019年2月12日 - 17日、下北沢 Geki 地下 Liberty）デンジャーズ朱肉の色 荒井モンド 役
- 劇団空感演人「SAKURA」（2019年3月、両国 Air studio）
- TEAM 風雷 Bow[13][14]「忍バザルハ刃 偲バセルハ思」（2019年4月10日 - 14日、日暮里d倉庫）ホタル 役
- ZERO BEAT.「怪盗協奏曲」（2019年5月28日 - 6月2日、ザムザ阿佐ヶ谷）ポケット 役
- 劇団空感演人「腐テキ★REVOLUTION ～FROW で勝ち取るスパイスバトル～ 」（2019年6月14日 - 23日、両国 Air studio）板尾翔 役[15]
- ミラージュプロジェクト「ヒーローがいた世界事情」（2019年9月12日 - 16日、山王ヒルズホール）土橋 役[16]
- 劇団空感演人「NBL 大作戦～空間演人 ver.～」（2019年10月3日 - 14日、両国 Air studio）洋二郎 役[17]
- 「CHAIN～因縁の連鎖～」（2019年12月26日 - 30日、浅草九劇）中山慎吾 役[18]
- TEAM 風雷 Bow「刃ノ燈火 慟哭ノ空」（2020年2月26日 - 3月1日、萬劇場）ケイ 役
- 蛇ノ目企画「さくらば～絆、果たせぬ誓い～」（2020年2月12日 - 17日、シアターグリーン BOX in BOX）中村半次郎 役[19]
- 蛇ノ目企画「さくらば～油小路に血の雨が降る～」（2020年2月12日 - 17日、シアターグリーン BOX in BOX）中村半次郎 役
- 劇団空感演人「腐テキ★REVOLUTION 〜推しの王子様〜」（2020年7月9日 - 13日、両国 Air studio）板尾翔 役
- オバケン オンラインイベント第四弾「レイト アット ナイト〜とある夜の物語〜」（2020年9月11日 - 10月11日）探偵 役[20]
- 蛇ノ目企画「マシーネン・ナハトムジカ」（2020年10月29日 - 11月3日、シアターグリーン BOX IN BOX THEATE）イムラ 役[21]
- TEAM風雷Bow「Re:act artifact」（2021年4月14日 - 18日、萬劇場）クイナ 役
- 舞台「プレイタの傷」（2021年11月12日 - 14日、京都劇場 / 11月18日 - 21日、ヒューリックホール東京）[22]
- TEAM 風雷 Bow「勿忘草子」（2022年8月17日 - 21日、萬劇場）沈(ジン) 役
- 刀屋壱×FUSION WALL「ICHIFES3　結」（2022年11月27日、博品館劇場）兵吾 役[23]
- TEAM 風雷 Bow「白浪リベルリー」（2023年6月28日-7月2日、萬劇場）一十(イソ) 役
- イベント企画OZ vol.17 「蒼天の宴-龍-」（2023年8月16日-20日、新宿村LIVE) 中岡慎太郎 役
- 「忍忍打破〜キミガ『にんっ』ッテイッタカラ〜」（2024年1月17日-21日、ウエストエンドスタジオ）主演 西谷カゲロウ 役
- 舞台「大阪で生まれた女」（2024年3月20日-24日、中野 テアトルBONBON）徹 役
- 偉伝或~IDEAL~本公演 「生贄姫-黄泉比良坂」（2024年4月19日-22日、 ラゾーナ川崎プラザソル）主演 朧（おぼろ） 役
- TEAM風雷Bow 8th produce 「或いは同穴の狐狸」玄蕃 役（2024年7月24日-28日、大塚萬劇場）
- 偉伝或~IDEAL~本公演 「華煉獄」真昼 役（2024年9月19日-22日、 中目黒ウッディシアター）
- なおりく 第３回本公演「時。」桜原優真/黒の大剣士ブレット 役(2025年3月19日-23日、バルスタジオ)
- 職人集団バシコエンタープライズ第２回公演「みんないっしょ」主演 ユウヤ役（2025年7月23日-27日、参宮橋トランスミッション）
- NOVA. company「ISHIN -医新-」近藤勇役（2025年8月27日-31日、六行会ホール）

### その他
- Music Video 「YUTORI」[24]
- YouTube 珍造 -CHINZO-「新撰組 知られざる友情 永倉新八と藤堂平助【オリジナルMV】」[25]斎藤一 役
- YouTube「うたスタ」「おどりっぴぃチャンネル」「うたスタクラップクラップ」
- 越谷子育てネット　子育て講座「まーくん先生と遊ぼう」講師（2023年10月14日、越谷市立荻島保育所 地域子育て支援センターぽかぽか）
- Summer of THEATRE 2024「2.5次元スペシャルクラス」脚本演出（2024年8月25日、有楽町よみうりホール）審査員賞受賞
- KAO=Sプロデュース和風エンターテインメントライブ 「TOKYO 和 CHAOS 2024」 (2024年10月18日、SHIBUYA PLEASURE PLEASURE) 朧役
- 「天竺生地　vol.19」優勝（2025年 5月24日、バルスタジオ）

## 殺陣師・アクションコーディネーター
- 「メサイア 銅ノ章」（2013年4月10日 - 14日、シアターサンモール）
- 「ある刈屋くんの人生」（2013年6月19日 - 23日、中野ザ・ポケット）
- 「天満月のネコ」（2014年5月9日 - 18日、笹塚ファクトリー）
- 「透明少女」（2014年6月25日 - 29日、新宿村 LIVE）
- 「キミに逢いたくて」（2014年10月8日 - 13日、新宿村LIVE）
- 「ユメオイビトの航海日誌」（2015年2月11日 - 15日、シアターサンモール）[26]
- 「DOG'S」（2015年5月9日 - 17日、笹塚ファクトリー）
- 「オレンジノート」（2015年4月、新宿村LIVE）
- 「針が指す空遥(ソナタ)まで」（2015年5月2日 - 6日、笹塚ファクトリー）
- 「オレンジノート」（2016年6月22日 - 26日、新宿村LIVE）
- 「どぎまぎメモリアル」（2017年4月25日 - 30日、池袋GEKIBA）
- 「ファントム・チューニング～調霊探偵・四十万八十二の事件簿～」（2017年8月2日 - 6日、新宿村LIVE）
- 劇団バルスキッチン旗揚げ公演「青春フルスロットル」（2017年11月29日 - 12月3日、新宿シアターブラッツ）
- 「それいけ！半熟英雄！」（2017年12月13日 - 17日、ザムザ阿佐ヶ谷）
- 「オトメ戦隊マジ卍」（2018年5月26日 - 6月3日、STUDIOユーキース）
- 「elの軌跡 第二章一序章」（2018年5月23日 - 27日、ザムザ阿佐ヶ谷）
- 「BEGINNING～戦国到来奇譚～」（2018年6月20日 - 24日、浅草六区ゆめまち劇場）
- 「朱を喰らうモノの月～標月島編～」（2018年10月31日 - 11月4日、新宿村LIVE）
- 「M.S.S.Project Soul Meeting Tour2019」（2019年7月）
- ハリウッド俳優アクション講師 in ロサンゼルス（2020年2月）
- ニコニコ超会議2022 えむとま「るろうに剣心」コスプレパフォーマンス殺陣付け（2022年4月29日）[27]
- 池袋ハロウィン2022 えむとま「原神」コスプレパフォーマンス監修（2022年10月3日）
- 「melimelo（メリメロ）」アクション指導（2023年9月23日-24日、テアトルアカデミー東京校）
- 舞台「白豚貴族ですが前世の記憶が生えたのでひよこな弟育てます[28]」（2023年10月18日-22日、CBGK）
- 歌謡演劇研究所「召喚アウトロゥ」（2023年11月15日-19日、目白シアター風姿花伝）
- 「ダ・ビング・ハロウ」アクション監修(2024年11月22日 -26日、池袋シアターグリーンＢＯＸｉｎＢＯＸ)